# 塔斯卡拉區
50°51′36″N 49°58′48″E / 50.86000°N 49.98000°E

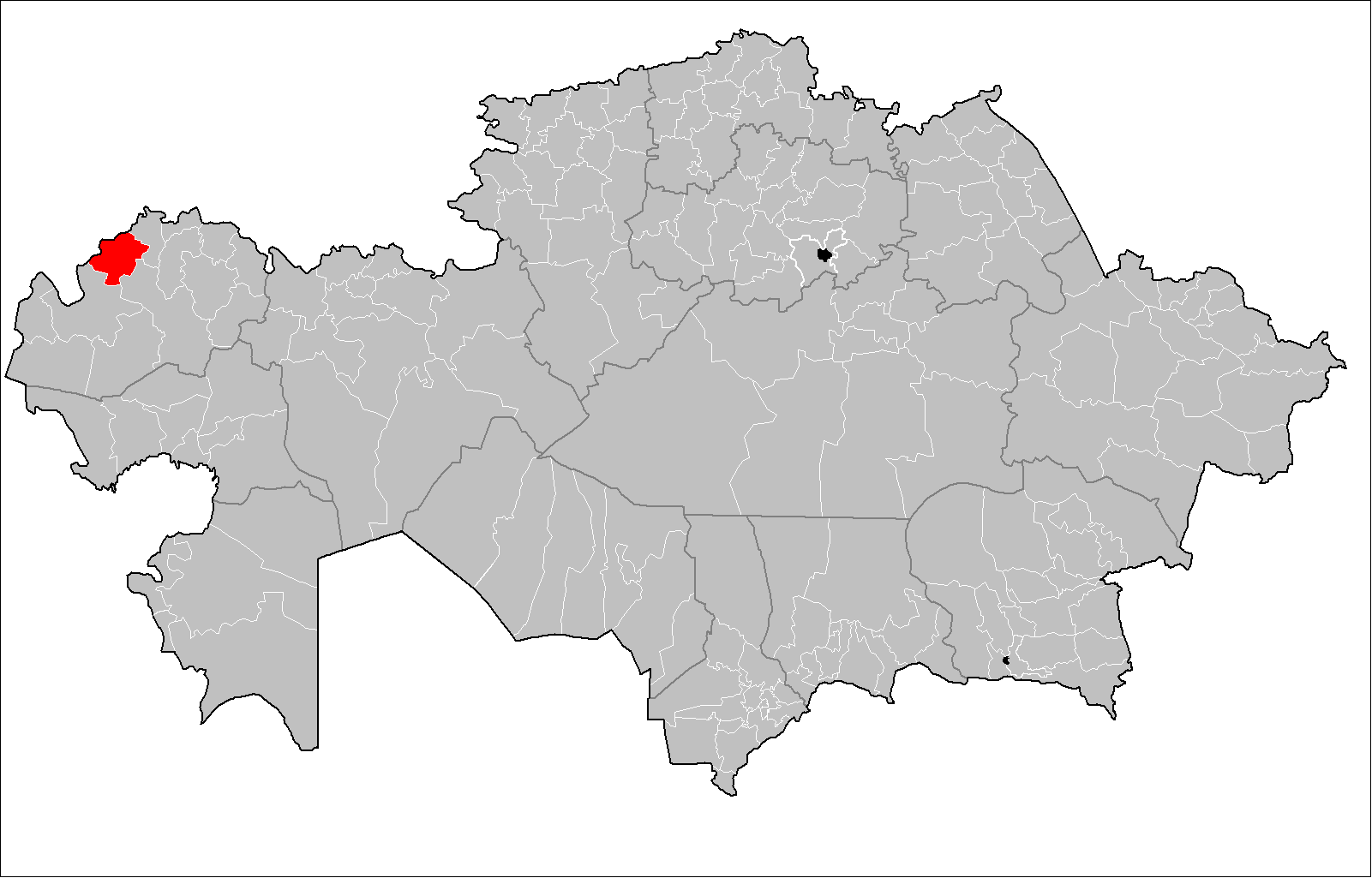

塔斯卡拉區是哈薩克斯坦的行政區，位於該國西北部，由西哈薩克斯坦州負責管轄，首府設於塔斯卡拉，始建於1933年，面積8,000平方公里，2019年人口16,701。